# Nombre premier factoriel
En mathématiques, un nombre premier factoriel est un nombre qui est égal à une factorielle plus 1 ou moins 1 et qui est aussi un nombre premier. Les dix plus petits nombres premiers factoriels sont :
1! + 1, 2! + 1, 3! − 1, 3! + 1, 4! − 1, 6! − 1, 7! − 1, 11! + 1, 12! − 1 et 14! − 1 (suites  A002981 et  A002982 de l'OEIS), soit
2, 3, 5, 7, 23, 719, 5 039, 39 916 801, 479 001 599 et 87 178 291 199 (suite  A088054).
Les nombres premiers factoriels ont un intérêt pour la théorie des nombres car ils signalent quelquefois la fin ou le début d'une longue suite de nombres composés consécutifs. Par exemple, le plus petit nombre premier supérieur à 479 001 599 est 479 001 629.
Ceci s'explique par le fait que n! ± k est composé pour 2 ≤ k ≤ n, car il est multiple de k, tout comme l'est n!. En revanche, n! ± 1 peut être premier (ce sera alors un nombre premier factoriel).  